# Anadascalia ornata
Anadascalia ornata är en insektsart som först beskrevs av Melichar 1902.  Anadascalia ornata ingår i släktet Anadascalia och familjen Flatidae. Inga underarter finns listade i Catalogue of Life.